# Башня Ветров
Башня Ветров — древнейший метеорологический памятник в Афинах, высотой 12,1 метра и диаметром около 8 метров.

## История и архитектура
Восьмигранная башня  построена из пентелийского мрамора на восточной границе римской Агоры в Древних Афинах для граждан города богатым торговцем, астрономом и  меценатом Андроником из Кирр в Сирии в середине I века до н. э.
Башня ветров в Афинах является выдающимся памятником архитектуры поздней греческой античности. Долгое время её изучение было обязательным для будущих архитекторов в Академиях художеств многих стран Европы.
Восьмигранная башня, или октогон, установлена на трёхступенчатом подиуме. Её грани ориентированы по  сторонам света. Башня служила солнечными часами.
В античности мраморную пирамидальную кровлю венчал флюгер в виде Тритона, дующего в трубу (не сохранился). Сохранился опоясывающий верхнюю часть башни фриз с аллегорическими изображениеми восьми ветров, дующих с той стороны, к которой обращена каждая сторона октогона — Борея (северный), Кекия (северо-восточный), Апелиота (восточный), Эвра (юго-восточный), Нота (южный), Липса (юго-западный), Зефира (западный) и Скирона (северо-западный). Изображения сопровождены пояснительными надписями, которые позволяли определить, какой ветер дует в данный момент. Под фигурами ветров располагается разметка солнечных часов. Римский зодчий Витрувий в своём описании башни приводит иные наименования восьми ветров: Австр (южный), Солан (восточный), Фавоний (западный), Септентрион (северный), Эвр (юго-восточный), Африк (юго-западный), Кавр (северо-западный), Аквилон (северо-восточный).
Ветры представлены в образе летящих крылатых мужских фигур в плащах с различными атрибутами: северный Борей — бородатый и закутанный в тяжёлые одежды; холодный северо-восточный Кекий сыплет град из круглого щита, южный дождливый Нот опрокидывает сосуд с водой; из под плаща тёплого западного ветра Зефира падают цветы. Рельефы далеки от совершенства, они грубоваты и, вероятно, выполнены неумелым мастером.
Внутри башни были устроены водяные часы (клепсидра), которые питали воды с Акрополя. Внутрь башни вели две двери, расположенные с северо-восточной и северо-западной сторон. Перед ними находились небольшие двухколонные портики с треугольными фронтонами. От колонн сохранились только нижние части. Стены внутри башни расчленены карнизами и имели небольшие колоннады, от них не осталось и следа. С юга к башне примыкала круглая башенка, через которую в клепсидру поступала вода из проходившего поблизости акведука.
Самая знаменитая деталь памятника, вошедшая во все учебники по истории искусства, — «Капитель Башни ветров», относящаяся к коринфскому ордеру, но имеющая оригинальную форму. Такие капители венчали все четыре колонны портиков башни. Они не сохранились, но имеются графические и объёмные реконструкции. Капитель Башни ветров  не имеет волют, а над нижним рядом акантовых  листьев по кругу идут  остроконечные пальмовидные листья.  В такой композиции историки архитектуры усматривают египетское влияние. У колонн отсутствует база, что свойственно дорическому ордеру.
В  византийский период башня была приспособлена под церковную колокольню. После освобождения от турецкого владычества и восстановления христианства башня, согласно символике октогона, служила баптистерием. В начале XIX века освобождена от вековых наслоений. Научная реставрация была проведена в 1976 году.
Башня ветров в Афинах послужила прообразом обсерватории Радклиффа в Оксфорде (1794) и одноимённой башни в Севастополе (1849).